# Mackenzie Gray
Pour les articles homonymes, voir Gray.
 (mars 2025).
Motif : Notoriété ?
- Archive Wikiwix
- Bing
- Cairn
- DuckDuckGo
- E. Universalis
- Gallica
- Google
- G. Books
- G. News
- G. Scholar
- Persée
- Qwant
- (zh) Baidu
- (ru) Yandex
- (wd) trouver des œuvres sur Wikidata

| 1. | Préciser le motif de la pose du bandeau. | Précisez le motif de la pose du bandeau en utilisant la syntaxe suivante : {{admissibilité à vérifier\|date=juillet 2025\|motif=remplacez ce texte par le motif}}                   |
| 2. | Informer les utilisateurs concernés.     | Pensez à avertir le créateur de l'article, par exemple, en insérant le code ci-dessous sur sa page de discussion : {{subst:avertissement admissibilité à vérifier\|Mackenzie Gray}} |

Mackenzie Gray est un acteur canadien né le 22 novembre 1957 à Toronto en Ontario.

## Biographie
Il a été marié à Andrea Simpson entre 2000 et 2005[réf. nécessaire].

## Filmographie

### Cinéma
- 1994 : Replikator : Candor
- 1996 : Johnny Shortwave
- 1997 : 2103: The Deadly Wave : Nigel Chan
- 1997 : Falling Fire : Joe Schneider
- 1997 : Strip Search : Lawrence Durrell
- 1997 : Shadow Zone: My Teacher Ate My Homework : l'éventreur
- 1998 : Shepherd : Lyndon
- 1999 : Cybermaster : Lyndon
- 2002 : Evolution: The Animated Movie
- 2002 : Puissance 3 : Dr Nightingale
- 2003 : Ben-Hur : Rabbi
- 2003 : Hitcher 2 : Lieutenant
- 2004 : Lucky Stars : Dr Brown
- 2004 : Part of the Game : Dale
- 2005 : Ark, le dieu robot
- 2006 : Boom Boom Sabotage : Marshall et autres personnages
- 2007 : Shooter, tireur d'élite : Dave Simmons
- 2008 : Poe: Last Days of the Raven : John Allan et le vieil homme
- 2008 : Mothers & Daughters (en)
- 2008 : Une virée en enfer 2 : le barman
- 2009 : Barbie présente Lilipucia : Rick
- 2009 : L'Imaginarium du docteur Parnassus : le premier moine
- 2010 : Hard Ride to Hell : Crowley
- 2010 : La Mort au bout du fil : le directeur
- 2011 : Grave Encounters : Houston Gray
- 2011 : Citizen 101 : le prédicateur
- 2013 : Man of Steel : Jax-Ur
- 2013 : Metallica Through the Never : le grand homme
- 2014 : Barbie et la Porte secrète : le père
- 2016 : Warcraft : Le Commencement : le délégué Lordaerien
- 2017 : Heart of Clay : Nicholas Miles Adew
- 2017 : Violentia : Sénateur Edward Frost
- 2017 : The Prodigual Dad : Sidney

### Télévision
- 1992 : Le Justicier des ténèbres (1 épisode)
- 1993 : Force de frappe : Lord Eames (1 épisode)
- 1995 : Kung Fu, la légende continue : Jack l'Éventreur (1 épisode)
- 1997 : Nikita : Skyler (1 épisode)
- 1997 : F/X, effets spéciaux : le réalisateur (1 épisode)
- 1997 : Un tandem de choc : George (1 épisode)
- 1998 : Welcome to Paradox : Ardley Mendoza (1 épisode)
- 1998 : Viper : Fred Tyler (1 épisode)
- 1998-1999 : Traque sur Internet : Greg Hearney (11 épisodes)
- 1999 : Master Keaton : Professeur Benington (1 épisode)
- 1999 : The Crow : l'assassin (1 épisode)
- 1999 : Au-delà du réel : L'aventure continue : Martin Reese (1 épisode)
- 1999 : Coroner Da Vinci : Thomas Bigler (2 épisodes)
- 1999 : First Wave : le ministre (1 épisode)
- 1999 : Cold Squad, brigade spéciale : Nigel Smatter (1 épisode)
- 1999-2000 : Aux frontières de l'étrange : John Kane (2 épisodes)
- 1999-2001 : Sherlock Holmes in the Great Murder Mystery : plusieurs personnages (26 épisodes)
- 2000 : Hollywood Off-Ramp (1 épisode)
- 2000 : Sept jours pour agir : Dr Rugoff (1 épisode)
- 2000-2001 : Action Man : Nick Masters (18 épisodes)
- 2001 : Andromeda : Venetri (1 épisode)
- 2001 : L'Odyssée fantastique : Skotos
- 2001-2002 : Alienators: Evolution Continues : voix additionnelles (18 épisodes)
- 2002 : Babylon 5 : Ministre Kafta
- 2002 : La Treizième Dimension : M. Hunt (1 épisode)
- 2002 : En quête de justice (Just Cause) (1 épisode)
- 2002-2003 : Stargate Infinity : Pahk'kal (26 épisodes)
- 2003 : La Chute des héros : Dr Dougal
- 2005 : The L Word : Venus de Myler (1 épisode)
- 2006 : L'Apprenti de Merlin : One-Eye (2 épisodes)
- 2006 : Black Lagoon : Ibraha (2 épisodes)
- 2006 : Kyle XY : un fonctionnaire (1 épisode)
- 2006 : Héritage mortel : Carl Brookes
- 2006-2010 : Smallville : le clone de Lex Luthor et Dr Kreig (2 épisodes)
- 2007 : Supernatural : un djinn (1 épisode)
- 2007 : Danger en altitude : Blumenthal
- 2008 : Psych : Enquêteur malgré lui : Gregor (1 épisode)
- 2008 : L'Énigme du sphinx : Ryder
- 2008 : Sanctuary : M. Jones (1 épisode)
- 2009 : Chasseuse de tempêtes : McGraw
- 2010 : Human Target : La Cible : Templeton (1 épisode)
- 2011 : Les Kennedy : Sénateur Russell (1 épisode)
- 2011-2013 : L'Heure de la peur : Sir Maestro et Alan Miller (2 épisodes)
- 2012 : True Justice : Darko Koradzic (2 épisodes)
- 2012 : Alcatraz : le père de Kit (1 épisode)
- 2012 : Ninjago : Général Fangpyre et autres personnages (10 épisodes)
- 2013 : Fringe : un physicien (1 épisode)
- 2013 : Once Upon a Time : Hob (1 épisode)
- 2013 : Régime fatal : Glen Kopylek
- 2013 : Spooksville : M. Spiney (3 épisodes)
- 2014 : Bitten : Jimmy Koenig (1 épisode)
- 2014 : Signed, Sealed, Delivered : Trevor (1 épisode)
- 2014-2017 : LoliRock : Gramorr (50 épisodes)
- 2015 : Les Enfants du péché : Secrets de famille : John Amos
- 2015 : Fargo : Albert (1 épisode)
- 2015 : La Trêve de Noël (téléfilm) : Peter
- 2016 : Legends of Tomorrow : le maître du temps et un membre du conseil (2 épisodes)
- 2016 : Dirk Gently, détective holistique : Lux Dujour (1 épisode)
- 2017 : Legion : The Eye (8 épisodes)
- 2017 : My Little Pony : Les amies, c'est magique : Dandy Grandeur (1 épisode)
- 2017 : Riverdale : Dr Curdle (2 épisodes)